# Чайка (Башкортостан)
Ча́йка (баш. Чайка) — деревня в Миякинском районе Республики Башкортостан Российской Федерации. Входит в состав Кожай-Семёновского сельсовета.

## География

### Географическое положение
Расстояние до:
- районного центра (Киргиз-Мияки): 14 км,
- центра сельсовета (Кожай-Семёновка): 7 км,
- ближайшей ж/д станции (Аксёново): 29 км.

## Население
| 2002 | 2009 | 2010 |
| ---- | ---- | ---- |
| 42   | ↘41  | ↘31  |

### Национальный состав
Согласно переписи 2002 года, преобладающая национальность — чуваши (90 %).